# 나카무라 다이치
나카무라 다이치(일본어: 中村太地, 1997년 6월 29일 ~ )는 일본의 농구 선수이다. 포지션은 가드이다. 현재 한국프로농구(KBL)의 원주 DB 프로미 소속이며 KBL 등록명은 타이치이다.